# Frances Nelson
Frances "Fanny" Nelson, Viscondessa Nelson, nascida Frances Herbert Woolward (São Cristóvão e Neves, 1758 — Londres, 4 de maio de 1831), foi a esposa de Horatio Nelson, o oficial naval britânico que conquistou várias vitórias sobre os franceses durante a Revolução Francesa e as Guerras Napoleônicas.

## Biografia
Nascida de pais ricos em Neves, ficou órfã em tenra idade e casou-se com um médico, Josiah Nisbet. O casal voltou para a Inglaterra, mas seu novo marido morreu lá e Frances voltou para Neves para morar com seu tio, um político importante da ilha. Lá, conheceu Horatio Nelson e casou-se com ele em 1787. O casal se mudou para a Inglaterra. Fanny estabeleceu uma casa e cuidou do pai idoso do marido enquanto ele estava no mar. Ela era, de todas as formas, uma esposa devota, mas com o tempo Horatio conheceu Emma Hamilton enquanto servia no Mediterrâneo, e os dois embarcaram em um caso altamente público. Fanny se separou do marido, que recusou qualquer contato com ela até a morte na Batalha de Trafalgar em 1805. Apesar disso, Fanny permaneceu dedicada à sua memória pelo resto de sua vida.